# فلم (محوت)
فلم منطقة سكنية تقع في ولاية محوت، التابعة لمحافظة الوسطى في سلطنة عمان. يقدر عدد سكانها بـ 157 نسمة حسب إحصاء عام 2010 التابع للمركز الوطني للإحصاء والمعلومات الحكومي. رمز المنطقة هو 110230190.

## الوصلات الخارجية
- المركز الوطني للإحصاء والمعلومات، سلطنة عمان